# Barbus pellegrini
The Pellegrin's Barb (Barbus pellegrini) là một loài cá vây tia trong họ Cyprinidae.
Nó được tìm thấy ở Burundi, Rwanda, Tanzania, and Uganda.
Môi trường sống tự nhiên của nó là các con sông.
It is not considered a threatened species by the IUCN.